# Ikastola

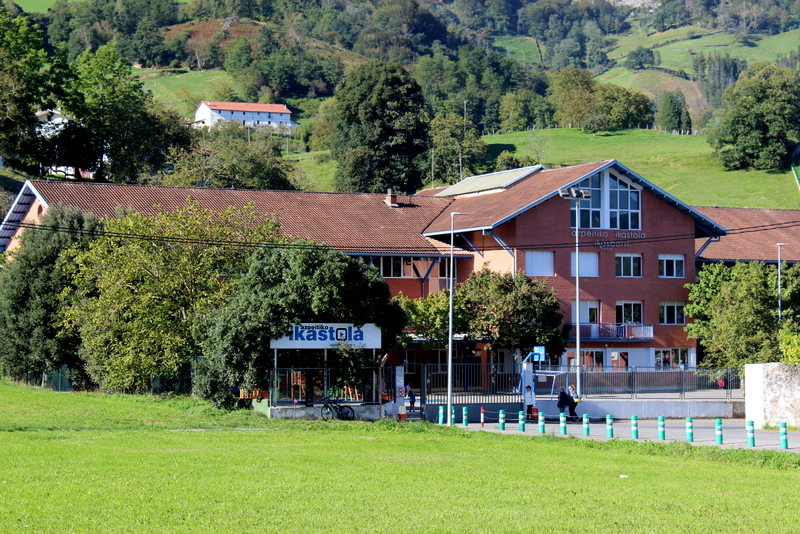
Ikastola "Ikasberri" a Azpeitia (Guipúscoa)

Una ikastola (neologisme basc format a partir del verb ikasi -aprendre, estudiar- i seguint el model de la paraula basca eskola) és una escola del País Basc amb dos trets particulars: l'ensenyament en llengua basca i la titularitat del centre en règim de cooperativa (és una cooperativa de pares).
El seu fi és oferir una educació de qualitat i promoure la llengua i la cultura basques.
Les primeres ikastoles (en basc el plural absolutiu és ikastolak, i l'actiu ikastolek) van aparèixer per iniciativa privada a començament del segle xx. La primera fou fundada a Donostia el 1914. Abans de la segona República se'n crearen unes quantes més a Guipúscoa, i entre 1932 i 1936 la xarxa s'amplià a Biscaia, Àlaba i Navarra. Totes elles foren clausurades sota el franquisme. Al País Basc del Nord la primera ikastola sorgí el 1969.
Històricament la llengua basca havia quedat fora del sistema educatiu fins i tot en alguns casos s'havia castigat els escolars que empraven en alguna ocasió el basc dins l'escola tradicional. El sorgiment del modern nacionalisme basc a final de segle xix va propiciar que l'any 1903 s'instaurés la primera escola bilingüe basc-castellà. Entre els anys 1960 i 1975 es van crear unes 160 ikastoles, la majoria a Guipúscoa i Biscaia però van tenir una extensió generalitzada a tot el territori, incloent el País Basc del Nord.
Amb la mort del dictador Franco i la consolidació de la democràcia l'ensenyament integral en llengua basca pren força a tot el sistema educatiu d'Àlaba, Biscaia, Guipúscoa i –en menor mesura– Navarra. No només a les ikastoles, sinó també a la xarxa pública i privada cada vegada s'imposa més el model d'immersió lingüística en basc (model D). Encara que això sembli qüestionar avui dia el sentit de les ikastoles, cal subratllar que no només l'ensenyament en llengua basca, sinó també el clar compromís amb la cultura basca, la implantació territorial a tota la nació basca (també a Navarra i a Iparralde) i la titularitat i implicació dels pares amb aquest model educatiu formen part de l'ADN de les ikastoles, enfront del model públic o privat de la resta d'escoles d'Euskal Herria.
Les ikastoles d'abans de la tornada de la democràcia a Espanya eren totalment privades. A partir d'aquesta data, algunes s'integren dins del sistema educatiu públic (algunes d'elles passen a ser escoles públiques, altres semipúbliques i d'altres resten privades) i, per tant, el concepte d'ikastola ja no està associat completament a ser l'única institució educativa on s'ensenya en basc, ja que el sistema educatiu basc actual comprèn tres models d'ensenyament: en basc (model D), bilingüe (model B) i en castellà amb el basc com una assignatura (model A, actualment molt minoritari).
A França, però, les ikastoles tenen la mateixa situació jurídica que les escoles de La Bressola a la Catalunya Nord: són totalment privades.
Hi havia ikastoles a territoris on l'alumnat majoritàriament parlava el basc com a llengua familiar (com a moltes zones de Guipúscoa) i en territoris on el basc ja no era la llengua vehicular de l'alumnat (com a Àlaba i al sud de Navarra) i en totes elles es feia ús del basc com a llengua d'ensenyament per la qual cosa als territoris bascòfons (euskaldunak) es reforçava la identitat i competència de la llengua basca i als territoris actualment no bascòfons els alumnes aprenien la llengua malgrat que els seus progenitors ja no la parlaven. Aquests nous parlants del basc provinents de les ikastoles o per altres mitjans d'aprenentatge s'anomenen euskaldun berriak (bascòfons nous).
Cal esmentar que un cop a l'any les ikastoles de cada província basca celebren una multitudinària festa popular, que sovint aplega més de 100.000 persones. Són l'Araba Euskaraz (Àlaba), l'Ibilaldia (Biscaia), el Kilometroak (Guipúscoa), el Nafarroa Oinez (Navarra) i l'Herri Urrats (Iparralde).